# Simplicissimus

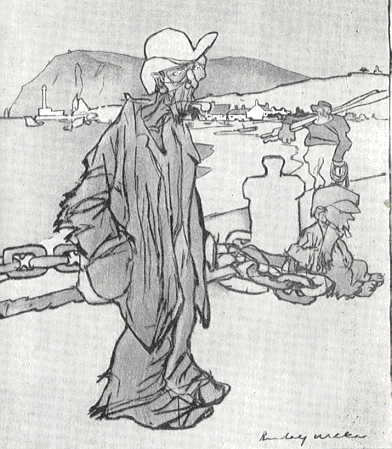
Ilustración: El orgulloso español: Nuestra nueva reina cambia de creencias como quien cambia de camisa. Yo, ni cambio de creencia ni de camisa, Rudolf Wilke, 1906.

Simplicissimus fue una revista semanal satírica escrita en alemán fundada por Albert Langen en abril de 1896 y se publicó hasta 1967, con un paréntesis de 1944 a 1954. La revista, a partir de 1964, se publicó quincenalmente.
La revista, cuyo nombre estaría inspirado en la novela del siglo XVII Der abenteuerliche Simplicissimus (El aventurero Simplicíssimus), combinaba un contenido descarado y políticamente atrevido con un estilo gráfico sorprendentemente inmediato. Las portadas estaban diseñadas por el dibujante Thomas Theodor Heine, y publicó artículos de escritores como Thomas Mann y Rainer Maria Rilke. Sus objetivos más caricaturizados fueron las anquilosadas figuras militares de Prusia, la rígida clase social alemana y las diferencias de clase vistas desde el ambiente más relajado y liberal de Múnich.

## Historia
Empezó a publicarse el 4 de abril de 1896. Del primer número, que costaba 10 pfennigs se vendieron 1000 ejemplares.
En 1898 las quejas del káiser Guillermo II tras ser ridiculizado en la portada provocaron la retirada de la revista, el exilio durante un lustro de Langen, editor de la Simplicissimus, la imposición de una multa de 30 000 marcos, la pena de seis meses de prisión para el dibujante, Heine, y siete meses de prisión para el escritor Frank Wedekind. En 1906 el editor Ludwig Thoma fue encarcelado durante seis meses por atacar a la iglesia. Estas polémicas incrementaron la popularidad y tirada de la revista, que llegó a vender 85 000 copias. Con la entrada de Alemania en la Primera Guerra Mundial, el semanario relajó el tono satírico, empezó a apoyar la campaña bélica, y se consideró cerrar la revista. A partir de entonces las sátiras políticas más incisivas fueron las de George Grosz, Käthe Kollwitz y John Heartfield.
El editor Ludwig Thomas se unió a una unidad médica del ejército en 1917 y perdió su gusto por la sátira, tras lo que calificó su trabajo anterior en la revista como inmaduro y deplorable. Abandonó la revista en la década de 1920. Durante la República de Weimar la revista siguió publicándose, época en la que atacó duramente a los extremistas de la izquierda y la derecha. A medida que el Partido Nazi ganaba poder, usaron los mismos procedimientos que con otros adversarios: acusaciones verbales, amenazas, ataques (en 1934 las oficinas de la revista fueron destruidas por las SA), intimidaciones personales y finalmente arrestos de dibujantes y escritores de Simplicissimus. 
Tras experimentar un lento declive, la revista dejó finalmente de publicarse en 1944. Entre 1954 y 1967 volvió a publicarse.
Otros colaboradores de la revista fueron Olaf Gulbransson, Eduard Thöny, Karl Arnold, Hermann Hesse, Wilhelm Busch, Gustav Meyrink, Georg Queri, Fanny zu Reventlow, Ludwig Thomas, Jakob Wassermann, Frank Wedekind, Franziska Bilek, George Grosz, Heinrich Kley, Alfred Kubin, Rudolf Kriesch, Otto Nückel, Bruno Paul, Ferdinand von Rezniček, Wilhelm Schulz, Heinrich Zille, Hugo von Hofmannsthal, Heinrich Mann y Erich Kästner